# Константин (Алатопулос)
Митрополи́т Константи́н (греч. Μητροπολίτης Κωνσταντίνος, в миру Исаа́к Алато́пулос, греч. Ισαάκ Αλατόπουλος; 1892, Невшехир, Каппадокия — 5 мая 1961, Константинополь) — епископ Константинопольской православной церкви, митрополит Иринопольский.

## Биография
В 1915 году окончил Богословскую школу на острове Халки. Назначен директором школы в Хрисуполисе.
В 1917 году был рукоположён в сан диакона и священника и назначен приходским священником в общину Принкипио.
В 1923 году назначен великим протосинкеллом.
22 января 1925 года решением Священного Синода был избран титулярным епископом Иринопольским.
30 января 1925 года в Введенском храме в Ставродромии (Стамбул) был хиротонисан в титулярного епископа Иринопольского. Хиротонию совершили: митрополит Неокесарийский Амвросий (Ставринос), митрополит Митиленский Иаков (Клеомвроту) и митрополит Анейский Фома (Саввопулос).
В дальнейшем он был назначен архиерейским начальником округа Ставродроми Константинопольской архиепископии (один из пяти округов Константинопольской архиепископии). Владел ценной коллекцией византинистских книг.
17 декабря 1927 года возведён в сан митрополита с оставлением на той же титулярной кафедре.
Скончался 5 мая 1961 года в Константинполе.